# Mary Virginia Carey
Mary Virginia Carey (19 de mayo de 1925 - 27 de mayo de 1994) fue una escritora estadounidense. Se hizo famosa por su participación en la serie de libros juveniles Los Tres Investigadores.

## Vida
Mary Virginia Carey nació en Inglaterra en 1925. Ese mismo año su familia emigró a Estados Unidos. Su padre, John Cornelius, era ingeniero y su madre era Mary Alice Carey. Carey asistió al College of Mount St. Vincent en Riverdale (Nueva York) donde se graduó en 1946. Carey comenzó a trabajar como publicista en 1948. Obtuvo la ciudadanía estadounidense en 1955 y fue empleada de Walt Disney Productions en Burbank, California. Allí trabajó como escritora durante catorce años. Mary Carey fue escritora independiente entre 1969 y su muerte en 1994. Carey era miembro de la asociación de escritores PEN Club Internacional y, en relación con él, hizo campaña contra el odio a las personas por motivo de raza, así como por el respeto mutuo y la libertad de expresión.

## Los Tres Investigadores
En 1971 Carey escribió El misterio de las huellas flameantes, su primer libro de la serie Los tres investigadores. Fue la primera mujer escritora que ayudó a escribir la serie. Dado que la editorial no quiso dar a conocer "innecesariamente" el hecho de que una mujer era la autora de una serie de libros creada para jóvenes, sus libros se publicaron con las iniciales M.V. Carey. Le siguieron quince libros más en los años siguientes, todos los cuales, excepto El caso de la estatua destructora, fueron traducidos al alemán. Un decimoséptimo libro llamado El misterio del tren fantasma no se completó debido a la interrupción de la serie en los EE. UU. en 1987. Es notable que Carey a menudo aleja la trama de Rocky Beach, el lugar de residencia de Los Tres Investigadores, donde suelen suceder la mayoría de las aventuras de la serie. Se especula sobre si quería que los libros fueran más versátiles o si no se sentía segura en una ciudad imaginaria que otra persona había creado.

## Premios
Por su libro A Place for Allie (1985), Mary Carey ganó el premio del Children's Literature Council of Southern California ("Consejo de Literatura Infantil del Sur de California") en 1986.